# Microsoft Space Simulator
Microsoft Space Simulator est un simulateur de vol spatial programmé pour MS-DOS et Microsoft Windows. C'est l'un des premiers à proposer la simulation spatiale à usage universel. Aussi, comme les autres simulateurs de vol spatial, il requiert de son utilisateur une certaine connaissance des concepts de la mécanique céleste et de la mécanique spatiale. Il s'avère être remarquablement facile à manipuler, même pour les utilisateurs inexpérimentés (mais suffisamment déterminés).
Microsoft Space Simulator a été édité en 1994 par Microsoft. Il a été développé par BAO Ltd. (la compagnie dirigée par Bruce Artwick, qui était également derrière le développement de Microsoft Flight Simulator avec Charles Guy comme programmeur en chef). On peut considérer que c'est l'un des derniers simulateurs développés pour MS-DOS.
Space Simulator peut souvent frustrer, en raison de sa complexité, de sa difficulté et de son réalisme, mais une mission réussie est en même temps une récompense importante décernée au pilote pour son habileté.